# Assoziogramm

Wortigel zum Begriff Wikipedia

Ein Assoziogramm ist eine visualisierte Sammlung von Wörtern, die dem Ersteller zu einem zentralen Begriff einfallen. Es gibt verschiedene Formen, darunter ist auch der Wortigel. Assoziogramme werden vorwiegend zum Lernen verwendet. Die Technik soll den Einstieg in ein Thema erleichtern.

## Methode
Bei der Grundform des Assoziogramms, dem Wortigel, wird in der Mitte der Zeichenfläche (Blatt Papier, Tafel, Zeichenprogramm) ein Oval oder Kreis gezeichnet, in den der zentrale Begriff hineingeschrieben wird. Im nächsten Schritt schreibt der Ersteller die Wörter, die ihm zu dem Begriff einfallen, um das Oval mit dem zentralen Begriff herum und verknüpft diese mit einer Linie mit dem Oval.

## Verwendung
Assoziogramme werden oft im Fremdsprachenunterricht bzw. als Lernhilfe zum Erlernen von Fremdsprachen verwendet. Hier werden zu einem zentralen Begriff weitere Begriffe in der jeweiligen Sprache assoziiert. Assoziogramme werden auch zum Sammeln von Aspekten oder Argumenten beim Einarbeiten in ein Thema verwendet und sind im Unterricht eine häufig verwendete Technik in der Hinführungsphase.